# Minabea phalloides
Minabea phalloides är en korallart som först beskrevs av Benham 1928.  Minabea phalloides ingår i släktet Minabea och familjen läderkoraller. Inga underarter finns listade i Catalogue of Life.